# Rolf Larcher
Rolf Larcher (* 9. Juni 1934 in Meilen; † 5. März 2024) war ein Schweizer Ruderer, der bei den Olympischen Spielen 1960 Dritter im Doppelzweier (gemeinsam mit Ernst Hürlimann) wurde.